# Tim Ecclestone
Timothy James Ecclestone, dit Tim Ecclestone, né le 24 septembre 1947 à Toronto (Ontario) au Canada et mort le 2 mars 2024 à Roswell (Géorgie), est un joueur de hockey sur glace professionnel qui joue pour les Blues de Saint-Louis, les Red Wings de Détroit, les Maple Leafs de Toronto et les Flames d'Atlanta dans la Ligue nationale de hockey .

## Biographie
Sélectionné par les Rangers de New York au cours du repêchage amateur de la LNH 1964, au deuxième tour, 9e au total, il est cédé aux Blues de Saint-Louis en 1967. Tim Ecclestone meurt le 2 mars 2024 à l’âge de 76 ans.